# Miakinino (przystanek kolejowy)
Miakinino (ros. Мякинино) – przystanek kolejowy w miejscowości Miakinino, w rejonie stupińskim, w obwodzie moskiewskim, w Rosji. Położony jest na Wielkim Pierścieniu Kolei Moskiewskiej.
Dawniej stacja kolejowa.